# Kategoria e Parë 1953
Die Kategoria e Parë 1953 (sinngemäß: Erste Liga) war die 16. Austragung der albanischen Fußballmeisterschaft und wurde vom nationalen Fußballverband Federata Shqiptare e Futbollit ausgerichtet. Die Saison begann am 1. Februar und endete am 24. Mai 1953.

## Saisonverlauf
Nachdem im Vorjahr zwölf Teams abgestiegen waren, umfasste die Liga 1953 statt 21 nur noch zehn Teams. Neu für die Spielzeit 1953 schrieb sich Dinamo Durrës ein, das seine erste Saison in der Kategoria e Parë absolvierte. Titelverteidiger war KS Dinamo Tirana.
Im Gegensatz zum Vorjahr wurde die Meisterschaft wieder in einer regulären Saison mit Hin- und Rückrunde ausgetragen. Alle Teams traten je zweimal gegeneinander an. Der Tabellenletzte stieg in die damals noch zweitklassige Kategoria e dytë ab, der Tabellen-Neunte bestritt ein Relegationsspiel gegen den Zweiten der Kategoria e dytë.
Insgesamt fielen 259 Tore, was einem Schnitt von 2,9 Treffern pro Partie entspricht. Torschützenkönig wurde zum vierten Mal in Folge Refik Resmja von Partizani Tirana mit einer unbekannten Trefferzahl.
Zum vierten Mal in Folge setzte sich Dinamo Tirana im Duell um die Meisterschaft knapp gegen Partizani Tirana durch. Die beiden Kontrahenten trennte nur ein Punkt. Ebenfalls im Titelkampf mischte Rekordmeister Puna Tirana mit, das ebenfalls nur einen Punkt Rückstand aufwies. Auf Rang vier kam Puna Shkodra ein, deutlich vor Puna Vlora und Puna Durrës. Mit drei Zählern Vorsprung vermieden Luftëtari i Shkollës së Bashkuar e Oficerëve „Enver Hoxha“ Tirana und Puna Korça den Relegationsplatz. Diesen belegte Neuling Dinamo Durrës mit nur acht erzielten Toren in 18 Partien. Direktabsteiger auf dem letzten Platz war Vorjahresaufsteiger Spartaku Pogradec.

## Vereine
| Verein                                 | Logo                     | Stadt    |
| -------------------------------------- | ------------------------ | -------- |
| Puna Durrës                            | Logo Teuta Durrës        | Durrës   |
| Puna Korça                             | Logo Skënderbeu          | Korça    |
| Puna Shkodra                           | Logo FK Vllaznia Shkoder | Shkodra  |
| Puna Tirana                            | Logo SK Tirana           | Tirana   |
| Puna Vlora                             | Logo Flamurtari Vlora    | Vlora    |
| FK Partizani Tirana                    | Logo FK Partizani Tirana | Tirana   |
| KS Dinamo Tirana                       | Logo Dinamo Tirana       | Tirana   |
| Luftëtari Sh.B.O. „Enver Hoxha“ Tirana |                          | Tirana   |
| Dinamo Durrës                          |                          | Durrës   |
| Spartaku Pogradec                      |                          | Pogradec |

## Abschlusstabelle
| Pl. | Verein                                 | Sp. | S  | U | N  | Tore    | Quote | Punkte |
| --- | -------------------------------------- | --- | -- | - | -- | ------- | ----- | ------ |
| 1.  | KS Dinamo Tirana (M, P)                | 18  | 14 | 2 | 2  | 041:100 | 4,10  | 30:60  |
| 2.  | FK Partizani Tirana                    | 18  | 14 | 1 | 3  | 051:160 | 3,19  | 29:70  |
| 3.  | Puna Tirana                            | 18  | 14 | 1 | 3  | 047:160 | 2,94  | 29:70  |
| 4.  | Puna Shkodra                           | 18  | 11 | 2 | 5  | 032:190 | 1,68  | 24:12  |
| 5.  | Puna Vlora                             | 18  | 6  | 4 | 8  | 022:270 | 0,81  | 16:20  |
| 6.  | Puna Durrës                            | 18  | 3  | 8 | 7  | 013:180 | 0,72  | 14:22  |
| 7.  | Luftëtari Sh.B.O. „Enver Hoxha“ Tirana | 18  | 5  | 2 | 11 | 018:270 | 0,67  | 12:24  |
| 8.  | Puna Korça                             | 18  | 5  | 2 | 11 | 014:360 | 0,39  | 12:24  |
| 9.  | Dinamo Durrës (N)                      | 18  | 1  | 7 | 10 | 008:330 | 0,24  | 09:27  |
| 10. | Spartacu Pogradec                      | 18  | 1  | 3 | 14 | 013:570 | 0,23  | 05:31  |

| (M) | amtierender albanischer Meister     |
| (P) | amtierender albanischer Pokalsieger |
| (N) | Neuaufsteiger                       |

## Kreuztabelle
| 1953                                   | KS Dinamo Tirana | FK Partizani Tirana | Puna Tirana | Puna Shkoder | Puna Vlora | Puna Durrës | Luftëtari Sh.B.O. „Enver Hoxha“ Tirana | Puna Korça | Dinamo Durrës | Spartaku Pogradec |
| KS Dinamo Tirana                       |                  | 1:0                 | 3:0         | 2:0          | 4:0        | 1:0         | 2:0                                    | 5:0        | 3:0           | 6:0               |
| FK Partizani Tirana                    | 3:1              |                     | 1:0         | 3:0          | 2:1        | 2:0         | 5:2                                    | 6:1        | 6:0           | 5:0               |
| Puna Tirana                            | 4:2              | 1:2                 |             | 2:1          | 3:0        | 5:1         | 2:0                                    | 3:0        | 5:0           | 8:1               |
| Puna Shkodra                           | 0:2              | 3:1                 | 1:1         |              | 4:1        | 1:0         | 3:2                                    | 4:0        | 3:2           | 4:0               |
| Puna Vlora                             | 0:2              | 3:2                 | 1:2         | 2:1          |            | 0:0         | 3:0                                    | 6:1        | 1:0           | 1:1               |
| Puna Durrës                            | 1:1              | 1:1                 | 1:2         | 0:1          | 1:1        |             | 1:0                                    | 3:0        | 0:0           | 3:1               |
| Luftëtari Sh.B.O. „Enver Hoxha“ Tirana | 1:2              | 0:2                 | 0:1         | 1:2          | 3:1        | 0:0         |                                        | 1:0        | 1:0           | 4:0               |
| Puna Korça                             | 0:0              | 0:1                 | 0:1         | 0:1          | 1:0        | 1:0         | 1:0                                    |            | 1:1           | 6:2               |
| Dinamo Durrës                          | 0:1              | 1:5                 | 0:3         | 0:0          | 0:0        | 1:1         | 1:1                                    | 1:0        |               | 1:1               |
| Spartacu Pogradec                      | 1:3              | 1:4                 | 2:4         | 0:3          | 0:1        | 0:0         | 1:2                                    | 1:2        | 1:0           |                   |

## Relegationsspiel
Der Vorletzte der Kategoria e Parë, Dinamo Durrës, trat in einem Relegationsspiel um den Klassenerhalt gegen Puna Elbasan, den Zweiten der Kategoria e dytë, an. Nachdem Dinamo das Spiel mit 1:0 für sich entschieden hatte, entschied der albanische Fußballverband FShF, die Liga 1954 auf zwölf Mannschaften zu vergrößern. Daher stiegen Puna Elbasan und auch Puna Kavaja nachträglich auf.

## Die Mannschaft des Meisters Dinamo Tirana
| 1.                 | Dinamo Tirana |
| Logo Dinamo Tirana | Hysen Verria, Hamdi Bakalli, Besim Borici, Qemal Cungu, Leonidha Dashi, Xhevdet Shaqiri, Muhamet Vila, Sabri Peqini, Zihni Gjinali, Skender Jareci, Skender Begeja, Koci Sherko, Taq Murati, Qamil Teliti, Pal Mirashi, Hamdi Tafmizi, Grigor Sheshi, Dhimitraq Gjyli, Shyqyri Rreli, Suat Hamzi, Mile Qoshja, Thimo Thimio, B. Daci – Trainer: Zihni Gjinali. |